# Sông Solo

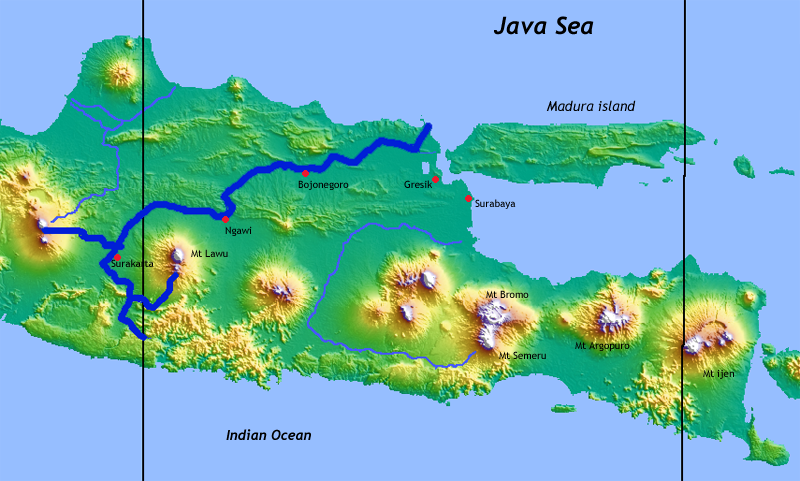
Bản đồ địa hình lưu vực sông Solo

Sông Bengawan Solo (tên khác, Solo River, Bengawan là từ Java cổ, nghĩa là sông) là sông dài nhất trên đảo Java của Indonesia với xấp xỉ 600 km. Ngoài là một nguồn nước quan trọng đối với các cư dân và hoạt động canh tác ở phần phía đông và bắc của đảo, sông còn là một khu vực nổi tiếng trong lĩnh vực cổ nhân loại học. Nhiều khám phá về họ Người thời kỳ đầu đã được tìm thấy tại một số di chỉ trong thung lũng sông, đặc biệt là Sangiran, trong đó có các hóa thạch người thời kỳ đầu đầu tiên được tìm thấy bên ngoài châu Âu, cũng được gọi là sọ "Người Java".

## Địa lý
Sông Solo khởi nguồn từ núi lửa Lawu, tại ranh giới giữa hai tỉnh Trung Java và Đông Java. Sông chảy qua thành phố chính Surakarta (được các cư dân địa phương gọi là Solo). Chi lưu quan trọng ban đầu của sông Solo là sông Dengkeng, khởi nguồn từ núi Merapi. Sau khi chảy qua Solo, sông chảy theo hướng bắc quanh núi Lawu, rồi sau đó lại chuyền hướng đông vào huyện Ngawi của tỉnh Đông Java.
Sau khi qua Ngawi, sông lại chuyển hướng bắc, tạo thành ranh giới giữa huyện Blora của Trung Java và Bojonegoro của Đông Java. Từ thị trấn Cepu ở Blora, sông chuyển hướng đông và qua thành phố huyện lị của Bojonegoro. Từ đây, sông tiếp tục theo hướng đông qua các huyện Lamongan và Gresik. Phần cuối cùng của lưu vực sông (bắt đầu từ khoảng huyện Bojonegoro) chủ yếu là vùng đất đia bằng phẳng.
Đồng bằng châu thổ Solo nằm gần thị trấn Sedayu tại huyện Gresik. Tại vùng đồng bằng hiện nay, dòng nước bị chuyển hướng bằng các kênh đào nhân tạo. Dòng nước tại châu thổ vốn chảy ra eo biển Madura, nhưng vào năm 1890 một kênh đài dài 12-km đã được Công ty Đông Ấn Hà Lan xây dựng để chuyển hướng sông Solo ra biển Java. Mục đích của việc làm này là ngăn cản việc trầm tích bùn lấp đầy eo biển Madura vì nó sẽ ngăn cản tiếp cận bằng đường biển đối với thành phố cảng quan trọng Surabaya.
Đồng bằng châu thổ sông Solo có dòng chảy với lượng phù sa lắng đọn rất lớn, lên tới 17 triệu tấn bùn mỗi năm. Việc này đã khiến đồng bằng trở thành một mũi đất, trung bình kéo dài 70 m mỗi năm. Vùng đồng bằng châu thổ này còn được gọi là Ujung Pangkah (mũi Pangkah).

## Lịch sử

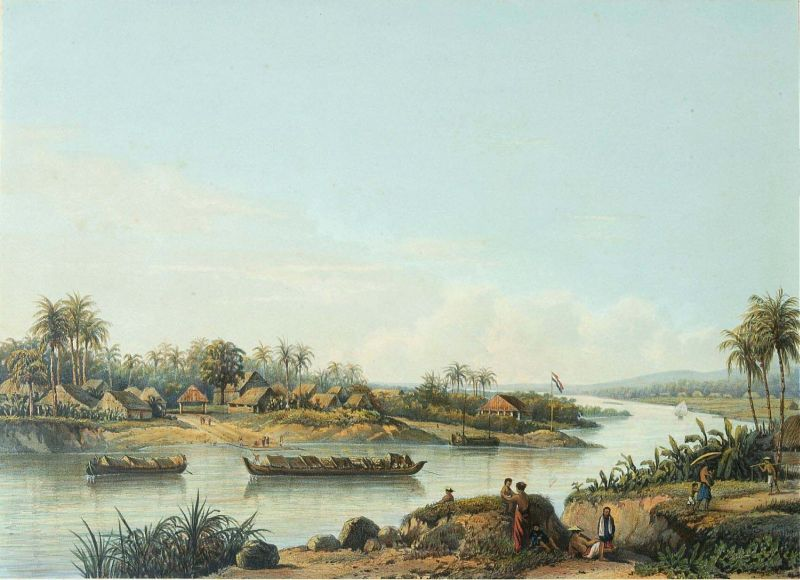
Tàu trên sông Solo vào thời kỳ thực dân Hà Lan

Sông Solo là một phần của một hệ thống sông rất lớnđã từng tồn tại ở Sundaland. Lưu vực của hệ thống sông này bao gồm các sông chính tại Sumatra và Borneo ngày nay, như sông Asahan, Musi và Kapuas. Hệ thống sông này biến mất khi Sundaland bị ngập nước khi mực nước biển tăng lên vào cuối kỷ Băng hà cách đây 10.000 năm.
Con sông đã đóng một vai trò quan trọng trọng lịch sử Java. Lưu vực sông là một khu vực nông nghiệp quan trọng, chủ yếu là trồng lúa gạo. Sông mang theo đất núi lửa phì nhiều xuống hạ lưu, bổ sung dinh dưỡng cho đất đai. Sông cũng là tuyến đường kết nối giữa các thành phố cảng Java ở bờ biển phía bắc và vùng trồng lúa trong nội địa, và là tuyến vận chuyển gạo ra các cảng để bán. Gạo là loại hàng hóa chính của Java đường giao thương trong thương mại Hương liệu.
Sau khi chính quyền thực dân Hà Lan giành được quyền kiểm soát phần lớn Java, nhiều loại cây công nghiệp đã được đưa vào trồng tại khắp lưu vực sông, các loại cây trồng có thể kể đến là cà phê, mía và bông.
Vào những năm cuối thế kỷ 19, trầm tích sông tại vùng châu thổ cũ ở eo biển Madura bắt đầu gây trở ngại cho các tàu chở hàng vào cảng Surabaya. Chính quyền thực dân Hà Lan đã quyết định chuyển hướng dòng chảy của sông xa khỏi luồn tàu biển và đổ ra biển Java. Họ cho xây dựng một kênh đào vào những năm 1890 và dòng chảy của sông vẫn giữ nguyên cho đến nay.
Năm 1891, nhà cổ nhân loại học người Hà Lan là Eugène Dubois đã khám phá ra các hài cốt của thứ ông mô tả là "một loài trung gian giữa người và khỉ không đuôi". Ông gọi thứ mà mình tìm được là Pithecanthropus erectus ("người khỉ không đuôi đứng thẳng") hay Người Java. Ngày nay, chúng được phân loại là Homo erectus ("người đứng thẳng"). Chúng là những mãuvaatjj đầu tiên về họ người thuở ban đầu ở ngoài châu Âu và châu Phi.

## Mô tả trong truyền thông
Lấy cảm hứng từ sông, Gesang Martohartono đa sáng tác nên một bài hát theo tên sông. Bengawan Solo và trở thành một bài dân ca phổ biến tại Indonesia.